# Toshizō Nishio
Toshizō Nishio (西尾 寿造, Nishio Toshizō), né dans la  préfecture de Tottori le 31 octobre 1881, mort le 26 octobre 1960, est un général de l'Armée impériale japonaise.

## Biographie
Diplômé en 1902 de l'académie de l'armée impériale, il participe à la guerre russo-japonaise.
En mars 1934, il devient responsable de l'Armée du Guandong, et est chargé de l'organisation des forces armées de l'État du Mandchoukouo, ainsi que des opérations de pacification du nouveau territoire.
En 1937, après l'incident du pont Marco Polo, qui déclenche la seconde guerre sino-japonaise, il est transféré au nord de la Chine et prend la tête de la seconde armée. La défaite à la bataille de Taierzhuang lui vaut cependant d'être renvoyé au Japon.
Il revient cependant en Chine dès 1939 et, le 22 septembre, prend la tête des forces armées, en tant que commandant de l'armée expéditionnaire de Chine. Il dirige les forces japonaises durant de nombreuses opérations, comme la bataille de Zaoyang-Yichang. Il réalise plusieurs opérations contre les forces chinoises dans le Hubei. En 1940, ses troupes sont attaquées par les communistes chinois lors de l'offensive des cent régiments.
En mars 1941, il est à nouveau renvoyé au Japon, où il est membre du conseil de guerre jusqu'en 1943. Il est gouverneur de la métropole de Tokyo jusqu'en 1944.
En 1945, il fut arrêté par les forces d'occupation américaines en tant que criminel de guerre présumé, mais aucune charge ne fut retenue contre lui.